# Lorenz Marti

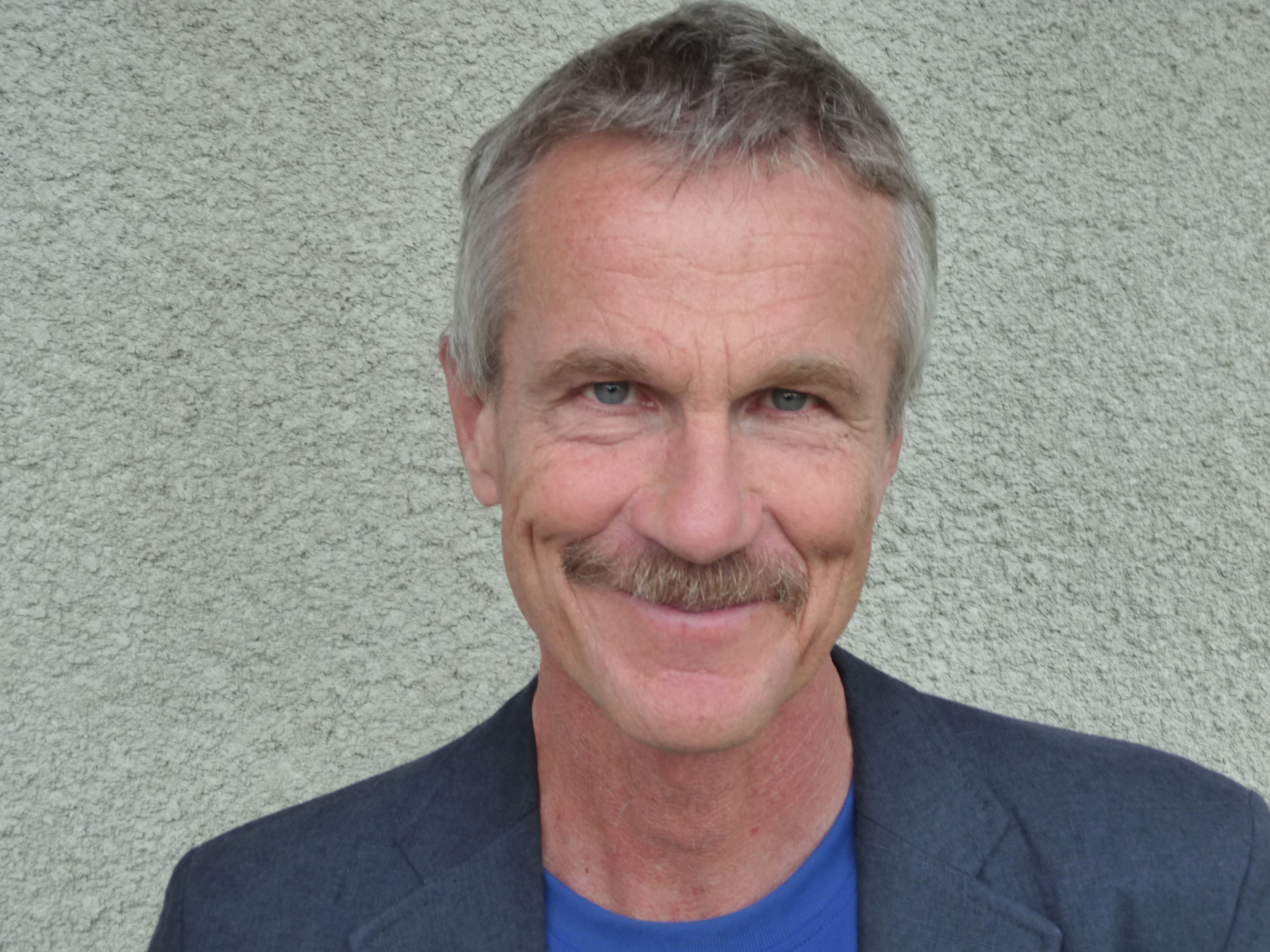
Lorenz Marti

Lorenz Marti (* 25. April 1952 in Niederlenz; † 27. Mai 2020) war ein Schweizer Schriftsteller, Radiojournalist und Religions-Redaktor beim Kultursender Schweizer Radio DRS 2.

## Leben
Lorenz Marti, Sohn des Berner Pfarrers und Schriftstellers Kurt Marti, schrieb schon als vierjähriges Kind allerlei Geschichten, später Artikel für Schüler- und Studentenzeitungen, für die Tagespresse und verschiedene Zeitschriften. Von 1973 bis 1980 studierte er Geschichte und Politik an der Universität Bern und schloss mit dem lic. phil. hist (MA) als Geschichtswissenschaftler ab.
Von 1977 bis Ende 2012 war er als Religions-Redaktor im Schweizer Radio DRS tätig. Seine sonntäglichen Morgensendungen Perspektiven erreichten einen ausserordentlichen Marktanteil. Bei der Zeitschrift „saemann“ war er ab 2002, und nach deren Integration 2008 in „reformiert.“ war er dort weiterhin Autor und Kolumnist.
In seinen Büchern fragte er nach der Bedeutung philosophischer und religiöser Weisheiten für das tägliche Leben; weitere Themenschwerpunkte waren: Lebenskunst, Mystik sowie die Verbindung zwischen Naturwissenschaft und Spiritualität. Bekannteste Werke von ihm sind «Eine Hand voll Sternenstaub» und «Übrigens, das Leben ist schön».
Mit seiner Frau Corina Bräuer wohnte Marti in Bern. Er ist Vater einer erwachsenen Tochter.

## Schriften
- Wie schnürt ein Mystiker seine Schuhe? – Die großen Fragen und der tägliche Kleinkram. Herder, Freiburg i. Br. 2004, ISBN 978-3-451-05687-1
  - Übersetzungen sind erschienen in den Niederlanden 2005, Südkorea 2005, Brasilien 2008, Polen 2009.
- Wer hat dir den Weg gezeigt? Ein Hund! – Mystik an der Leine des Alltäglichen. Herder, Freiburg i. Br. 2007, ISBN 978-3-451-29474-7
  - Neuausgabe: Mystik an der Leine des Alltäglichen. Herder, Freiburg i. Br. 2010, ISBN 978-3-451-06197-4
- Eine Handvoll Sternenstaub: Was das Universum über das Glück des Daseins erzählt. Kreuz, Freiburg i. Br. 2012, ISBN 978-3-451-61109-4
- Übrigens, das Leben ist schön – Entdeckungen auf der Rückseite des Selbstverständlichen. Kreuz, Stuttgart 2013, ISBN 978-3-451-61237-4
- Der innere Kompass: Was uns ausmacht und was wirklich zählt. Herder, Freiburg i. Br. 2017, ISBN 978-3-451-37520-0
- Türen auf! Spiritualität für freie Geister, Herder, Freiburg i. Br. 2019, ISBN 978-3-451-38941-2